# Болотня (Клетнянский район)
Болотня (устаревшее Богдановка) — деревня Клетнянского района Брянской области России. Входит в состав Мирнинского сельского поселения.

## География
Расположен на северо-западе региона, в 6 км к северо-востоку от села Католино, на левом берегу реки Надвы.

## История
До 1760-х годов — монастырское владение, входила в приход села Акуличи, позднее в приход села Марьинское (Каменец) Рославльского уезда.
В конце IXX века была открыта церковно-приходская школа.
С 1861 по 1914 в Акулицкой волости Брянского (с 1921 — Бежицкого) уезда, затем в Людинковской волости. С 1929 в Людинковском (Клетнянском) районе.
До 2005 — центр Болотнянского сельсовета.

## Население
| 2010 | 2013 |
| ---- | ---- |
| 224  | ↘218 |

Максимальное число жителей 580 человек (1926).
Гендерный и национальный состав
Согласно результатам переписи 2002 года, в национальной структуре населения
русские составляли 99 % из 238 чел., из них 108 мужчин, 130 женщин.

## Инфраструктура
В середине XX века — колхоз «Красное поле».
достопримечательности
В деревне находится Братская могила воинов Советской Армии и установлен памятник Лилии Карастояновой — партизанке, корреспонденту «Комсомольской правды», уроженке Болгарии, воевавшей в Клетнянских лесах и погибшей на территории Белоруссии в феврале 1943 года.

## Транспорт
По окраине деревни проходит автодорога 15К-1602.